# Вальман Віктор Аркадійович
Ві́ктор Арка́дійович Ва́льман (* 1879 — ?) — підполковник Армії УНР.

## Життєпис
Родом з дворян Чернігівської губернії. Закінчив Другий кадетський корпус (Санкт-Петербург), 1900 року — Михайлівське артилерійське училище. На військову службу вийшов підпоручиком до Новогеоргіївської фортечної артилерії. 1907 року закінчив Офіцерську повітроплавну школу.
З серпня 1907 року — на службі у 1-му Владивостоцькому артилерійському полку. Станом на січень 1909 року — штабс-капітан, Новогеоргіївська кріпосна артилерія. Кінцем листопада 1914 року — командир батареї, 1-й Тракторний артилерійський дивізіон, з серпня 1916-го — начальник господарчої частини дивізіону. В листопаді 1916-го підвищений у званні до підполковника.
Під час Першої світової війни був контужений, нагороджений орденами — до Святого Володимира IV ступеня з мечами та биндою.
З середини березня 1818-го — командир батареї, 2-й окремий важкий гарматний дивізіон Армії УНР. З середини жовтня 1918 року — помічник командира, там же, Армія Української Держави. З лютого 1919-го — командир 59-го дієвого гарматного полку, Дієва армія УНР.
З середини квітня 1919-го приділений до штабу 18-ї дієвої дивізії армії УНР. З середини червня — при штабі Північної групи Дієвої армії УНР, від 25 липня — булавний старшина для доручень інспектора артилерії, Корпус Січових стрільців.
З 2 жовтня 1919-го виконував обов'язки інспектора артилерії Корпусу Січових стрільців Дієвої армії УНР.
В грудні 1919-го інтернований польською владою. З 10 червня 1920 року — командир 3-го запасного гарматного куреня Армії УНР, від серпня 1920-го — начальник частини склепів (складів), Гарматна управа Військового міністерства УНР.